# Ефремов, Алексей Валентинович
Алексей Валентинович Ефремов (1 июля 1963, Свердловск) — российский художник, пейзажист.

## Биография
Родился 1 июля 1963 года в Свердловске, в семье архитектора Валентина Ефремова. Учился в свердловской Детской художественной школе № 1.
Окончил живописно-педагогическое отделение Свердловского художественного училища в 1983 году. В 1991 году окончил кафедру искусствоведения Уральского государственного университета.
Активную выставочную деятельность начал с 1998 года. В активе художника около 20 персональных выставок.
Основной темой Алексея Ефремова стала тема «старого города»: художник создал более 300 живописных работ, выполненных на улицах Екатеринбурга.
В 2010 году Алексей Ефремов награждён дипломом Лауреата премии Губернатора Свердловской области «За выдающиеся достижения в области культуры и искусства» за живописно-графический цикл «Далёкое и близкое».
В 2021 году Алексей Ефремов стал лауреатом премии главы Екатеринбургской митрополии в области культуры и искусства.

## Персональные выставки
- 2021 — «Алексей Ефремов». Международный выставочный центр «Главный проспект», Екатеринбург[6].
- 2012 — «Как поживаешь, старина?» (совм. с В. Ефремовым). Дом художника, Екатеринбург.[3]
- 2010 — «Спелое лето». Международная галерея графики «Кабинет рисунка и гравюры „Шлем“», Екатеринбург.[2][4]
- 2008 — «С Днем рождения, Екатеринбург!». Екатеринбургская галерея современного искусства, Екатеринбург.